# Castello di Corcolle
Il castello di Corcolle è una fortezza situata ad est di Roma, lungo la via Zagarolese.
Fu spesso ambientazione di film.

## Caratteristiche
Fu una rocca di transizione di fine XV secolo, verso l'affermarsi della fortificazione alla moderna.
Fu proprietà delle famiglie Colonna, Barberini, Orsini.